# Raab (Autriche)
Pour les articles homonymes, voir Raab (homonymie).
 (mars 2025).
Si vous disposez d'ouvrages ou d'articles de référence ou si vous connaissez des sites web de qualité traitant du thème abordé ici, merci de compléter l'article en donnant les références utiles à sa vérifiabilité et en les liant à la section « Notes et références ».
Raab est une commune autrichienne du district de Schärding en Haute-Autriche.

## Géographie
Cette ville doit sont nom a la rivière Raab qui la traverse avant de se jeté dans le Danube.

## Histoire
Connue notamment pour sa forteresse qui a servie de prison pour  Johann Vostrovec, Matthias Borbonius, Gaspard Hutzlar, Melchior Teyprecht, Georges Tsavieta, Paul Pretska, Nicolas Diwisch et Felix Petipeski suit a la défaite des insurger Hussite pendent la guerre de trente ans.
Ainsi que la Bataille de Raab qui opposa les troupe du premier empire francais et les troupe du royaume d'Italie mener par Eugène de Beauharnais a Empire d'Autriche mener pare Jean-Baptiste d'Autriche le 14 juin 1809 qui se soldat par une victoire franco-italienne.
Ernst Kaltenbrunner a passé plusieurs années de formation dans cette ville avant la Première Guerre mondiale. Après l'annexion de l'Autriche au Troisième Reich le 13 mars 1938, toute la région a été incorporée au Gau Oberdonau (Haut Danube) sous le commandement du SS Standartenführer August Eigruber jusqu'en 1945.
En octobre 2010, à la suite d'un accident industriel, des polluants ont été déversés dans la Raab puis dans le Danube.

Joseph Plowman (1857–1929), archevêque titulaire, évêque auxiliaire et vicaire général à Vienne, et Alois Jungwirth (1884–1946), député, sont tous deux nés ici.
1. ↑  « Einwohnerzahl 1.1.2018 nach Gemeinden mit Status, Gebietsstand 1.1.2018 », Statistik Austria (en) (consulté le 9 mars 2019)